# Francisco Güerri
Francisco Güerri (Benasque, 13 de abril de 1959) é um ex-futebolista profissional espanhol que atuava como meia.

## Carreira
Francisco Güerri se profissionalizou no Deportivo Aragón.

## Seleção
Francisco Güerri integrou a Seleção Espanhola de Futebol nos Jogos Olímpicos de 1980, em Moscou.